# العلاقات البوتسوانية اللبنانية
العلاقات البوتسوانية اللبنانية هي العلاقات الثنائية التي تجمع بين بوتسوانا ولبنان.

## مقارنة بين البلدين
هذه مقارنة عامة ومرجعية للدولتين:
| وجه المقارنة                                              | بوتسوانا                       | لبنان                                                                |
| --------------------------------------------------------- | ------------------------------ | -------------------------------------------------------------------- |
| المساحة (كم2)                                             | 581.74 ألف                     | 10.45 ألف                                                            |
| عدد السكان (نسمة)                                         | 2.29 مليون                     | 6.10 مليون                                                           |
| الكثافة السكانية (ن./كم²)                                 | 3.94                           | 583.73                                                               |
| العاصمة                                                   | غابورون                        | بيروت                                                                |
| اللغة الرسمية                                             | لغة إنجليزية                   | اللغة العربية، لغة فرنسية                                            |
| العملة                                                    | بولا بوتسواني                  | ليرة لبنانية                                                         |
| الناتج المحلي الإجمالي (بليون دولار)                      | 17.41 مليار                    | 51.84 مليار                                                          |
| الناتج المحلي الإجمالي (تعادل القوة الشرائية) بليون دولار | 35.84 مليار                    | 81.54 مليار                                                          |
| الناتج المحلي الإجمالي الاسمي للفرد دولار أمريكي          | 6.36 ألف                       | 8.05 ألف                                                             |
| الناتج المحلي الإجمالي للفرد دولار أمريكي                 | 16.10 ألف                      | 17.46 ألف                                                            |
| مؤشر التنمية البشرية                                      | 0.698                          | 0.769                                                                |
| رمز المكالمات الدولي                                      | +267                           | +961                                                                 |
| رمز الإنترنت                                              | .bw                            | .lb                                                                  |
| المنطقة الزمنية                                           | ت ع م+02:00، توقيت وسط إفريقيا | ت ع م+02:00، ت ع م+03:00، توقيت شرق أوروبا، توقيت شرق أوروبا الصيفي ‏ |

## منظمات دولية مشتركة
يشترك البلدان في عضوية مجموعة من المنظمات الدولية، منها:
| علم المنظمة | اسم المنظمة                               | تاريخ انضمام بوتسوانا | تاريخ انضمام لبنان |
| ----------- | ----------------------------------------- | --------------------- | ------------------ |
|             | مؤسسة التنمية الدولية                     | 24 يوليو 1968         | 10 أبريل 1962      |
|             | يونسكو                                    | 16 يناير 1980         | 4 نوفمبر 1946      |
|             | وكالة ضمان الاستثمار متعدد الأطراف        | 15 مايو 1990          | 19 أكتوبر 1994     |
|             | الأمم المتحدة                             | 17 أكتوبر 1966        | 24 أكتوبر 1945     |
|             | الاتحاد البريدي العالمي                   | ?                     | ?                  |
|             | البنك الدولي للإنشاء والتعمير             | 24 يوليو 1968         | 14 أبريل 1947      |
|             | الاتحاد الدولي للاتصالات                  | 2 أبريل 1968          | 12 يناير 1924      |
|             | منظمة حظر الأسلحة الكيميائية              | ?                     | ?                  |
|             | مؤسسة التمويل الدولية                     | 23 مارس 1979          | 28 ديسمبر 1956     |
|             | المركز الدولي لتسوية المنازعات الاستشارية | 14 فبراير 1970        | 25 أبريل 2003      |
|             | منظمة الشرطة الجنائية الدولية             | ?                     | ?                  |

## وصلات خارجية
- موقع وزارة الخارجية البوتسوانية